# Mindi
Mindi is een bestuurslaag in het regentschap Majalengka van de provincie West-Java, Indonesië. Mindi telt 2926 inwoners (volkstelling 2010).